# François-Gaspard de Jouffroy de Gonsans
Pour les autres membres de la famille, voir Famille de Jouffroy d'Abbans.
François Gaspard de Jouffroy de Gonsans, né le 15 août 1721 au château de Gonsans et mort le 23 janvier 1799 à Paderborn, est un prélat français.

## Biographie
Jouffroy-Gonsans entra jeune dans les ordres et devint chanoine du chapitre noble de Saint-Claude en 1735, chevalier de l'ordre de Saint-Georges de Franche-Comté en 1748 et abbé commendataire de l'abbaye cistercienne de Lieu-Croissant ou des Trois-Rois, près de L'Isle-sur-le-Doubs, en 1766.
Prêtre et licencié en droit de l'université de Besançon, il devient peu après vicaire général de Lezay-Marnésia, évêque d'Évreux.
Nommé évêque de Gap en 1774, puis du Mans en 1777, il réside au château d'Yvré-l'Évêque de 1777 à 1792 et se distingue par « la douce fermeté de son caractère et la sagesse de son gouvernement ».
Le 25 mars 1789, il est député du clergé aux États généraux de 1789 pour la sénéchaussée du Maine. Il siégea dans la minorité conservatrice et protesta contre les décrets de l'Assemblée les 12 et 15 septembre 1791.
Refusant de prêter serment à la Constitution civile du clergé, il émigra en 1792. Il voyagea à travers l'Europe (Ypres, Bruxelles, Londres, Münster, Düsseldorf). Accueilli en 1795 par le chapitre de Paderborn, qui lui assigna un revenu de douze cents florins, il s'y installe et devint membre de la confrérie de Saint-Liboire.

## Sources
- Ressource relative à la religion :   - Catholic Hierarchy
- Ressource relative à la vie publique :   - Base Sycomore
- Notices d'autorité :   - VIAF
  - ISNI
  - BnF (données)
  - IdRef
  - LCCN
  - GND
  - WorldCat
- Xavier Brilland, "François-Gaspard de Jouffroy-Gonsans, un réformateur zélé au siècle des Lumières (1721-1799)", In Stéphane Gomis (dir.), Les évêques des Lumières : administrateurs, pasteurs et prédicateurs. Actes de la journée d'études en commémoration du 350ème anniversaire de la naissance de Jean-Baptiste Massillon (Université Blaise Pascal, Clermont-Ferrand), Clermont-Ferrand, Presses universitaires Blaise Pascal, 2016.
- « François-Gaspard de Jouffroy de Gonsans », dans Adolphe Robert et Gaston Cougny, Dictionnaire des parlementaires français, Edgar Bourloton, 1889-1891 [détail de l’édition]
- Thierry Trimoreau (sous la direction de) : François-Gaspard de Jouffroy-Gonsans, un évêque du Mans face à la Révolution, en collaboration avec Joseph Guilleux, André Lévy et Isabelle Isnard, ITF éditeurs, Le Mans, mai 2010.
- Thierry Trimoreau Signé Gaspard, biographie inédite de l'évêque du Mans, F.G de Jouffroy-Gonsans (1721-1799, confrérie Saint-Liboire), préface de Philippe Loupès (Professeur Université Bordeaux-Montaigne), ITF éditeurs, 2016.